# Pygopleurus aleppensis
Pygopleurus aleppensis es una especie de coleóptero de la familia Glaphyridae.

## Distribución geográfica
Habita en Siria y en Israel.